# Ichnanthus ruprechtii
Ichnanthus ruprechtii là một loài thực vật có hoa trong họ Hòa thảo. Loài này được Döll mô tả khoa học đầu tiên năm 1877.